# Spoorlijn Burthécourt - Vic-sur-Seille
De spoorlijn Burthécourt - Vic-sur-Seille was een Franse spoorlijn van Salonnes naar Vic-sur-Seille. De lijn was 2,9 km lang en heeft als lijnnummer 098 000.

## Geschiedenis
De lijn werd geopend door de Reichseisenbahnen in Elsaß-Lothringen op 21 juni 1873. Personenvervoer werd opgeheven op 9 april 1934, goederenvervoer op 2 oktober 1955.

## Aansluitingen
In de volgende plaats was er een aansluiting op de volgende spoorlijn:
Burthécourt
RFN 097 000, spoorlijn tussen Champigneulles en Sarralbe